# XY Андромеды
XY Андромеды (лат. XY Andromedae) — одиночная переменная звезда* в созвездии Андромеды на расстоянии (вычисленном из значения параллакса) приблизительно 9650 световых лет (около 2959 парсеков) от Солнца. Видимая звёздная величина звезды — от +14,22m до +12,9m.

## Характеристики
XY Андромеды — белая пульсирующая переменная звезда типа RR Лиры (RRAB) спектрального класса A. Радиус — около 2,75 солнечных, светимость — около 23,152 солнечных. Эффективная температура — около 7633 K.